# Боарка (Браила)
Боарка (рум. Boarca) насеље је у Румунији у округу Браила у општини Рамничелу. Oпштина се налази на надморској висини од 21 m.

## Становништво
Према подацима из 2002. године у насељу је живело 90 становника, од којих су сви румунске националности.